# Otto Günther-Naumburg

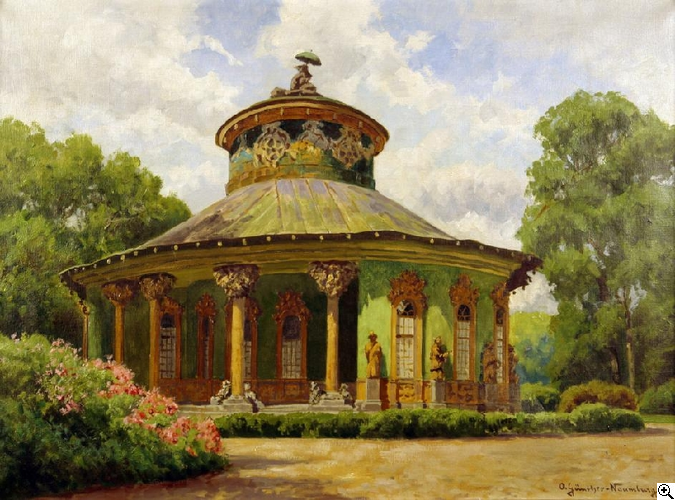
Sanssouci. Widok na Pawilon Chiński

Otto Günther-Naumburg (ur. 19 września 1856 w Naumburg (Saale), zm. 21 czerwca 1941 w Berlinie) – niemiecki malarz pejzażysta i malarz architektury.
Do Berlina przyjechał w 1861, studiował tam od 1873 do 1877 u Alberta Hertela i Christiana Wilberga w Królewskiej Akademii Sztuk Pięknych. W Wyższej Szkole Technicznej w Charlottenburgu nauczał od 1892 malarstwa akwarelowego.